# Вијена Сентер (Охајо)
Вијена Сентер (енгл. Vienna Center) насељено је место без административног статуса у америчкој савезној држави Охајо.

## Демографија
По попису из 2010. године број становника је 650, што је 344 (-34,6%) становника мање него 2000. године.
| Група             | 2000.       | 2010.       |
| Белци             | 974 (98,0%) | 633 (97,4%) |
| Афроамериканци    | 9 (0,9%)    | 5 (0,8%)    |
| Азијати           | 2 (0,2%)    | 0 (0,0%)    |
| Хиспаноамериканци | 6 (0,6%)    | 3 (0,5%)    |
| Укупно            | 994         | 650         |